# Alexandru Rosetti
Alexandru Rosetti  (n. 20 octombrie 1895, București, România – d. 27 februarie 1990, București, România) a fost un reputat lingvist și filolog român, editor, pedagog, istoric al limbii române, patron spiritual al școlii românești de lingvistică. Profesor la Facultatea de Litere din București, Alexandru Rosetti a fost unul dintre patronii spirituali ai școlii lingvistice de la București, alături de nume importante precum Theodor Capidan, Jacques Byck, Iorgu Iordan sau Alexandru Graur. A fost membru titular al Academiei Române din 1948.

## Familia Rosetti
Alexandru Rosetti era un urmaș al familiei prințului Rosetti. A fost fiul lui Petre Rosetti Bălănescu, avocat și moșier, și al Zoei (născută Cornescu), fiica lui C. C. Cornescu, autorul cărții Manualul vânătorului (1874). A urmat școala primară la Câmpulung-Muscel și liceul „Gheorghe Lazăr” din București (bacalaureat în 1914). A urmat cursurile Facultății de Litere (1916-1920), întrerupte în timpul războiului când a fost mobilizat pe front și rănit în luptele de la Mărășești (1917). I-a avut profesori pe Ovid Densusianu, Ion Bianu, I. A. Candrea, Dimitrie Onciul. Și-a susținut doctoratul la Sorbona, Paris, cu teza Recherches sur la phonétique du roumain au XVI-e siècle (Paris, 1926). La Paris s-a căsătorit cu Maria Rallet. A ajuns în 1933 directorul Fundației Regale pentru Literatură și Artă a regelui Carol II, cea mai prestigioasă editură din România din epoca interbelică (este director până în 1947). De la bun început obiectivele sale erau complexe: în primul rând publicarea de ediții critice ale scriitorilor clasici români, a colecției „Energia", unde regele Carol propunea tipărirea de cărți de aventură, ediții definitive ale scriitorilor contemporani.

## Cariera didactică, titluri academice
După ce a obținut titlul de doctor în litere la Sorbona a devenit conferențiar universitar de fonetică generală și experimentală în 1928, apoi profesor în 1932 la Facultatea de Litere și Filozofie din București. Din 1938 a fost titularul Catedrei de limba română.
În perioada 1945-1946 a fost decan al Facultății de Litere și Filosofie, iar între anii 1946-1948 - rector al Universității din București.
Din anul 1963 a fost directorul Centrului de cercetări fonetice și dialectologice al Academiei. A primit titlurile de Doctor honoris causa al Universităților din Montpellier și din Aix-en-Provence. A fost membru corespondent al Academiei suedeze  și membru al Academiei iugoslave din Zagreb. A fost ales membru în biroul Societății internaționale de științe fonetice și membru în Comitetul internațional al slaviștilor. A obținut Premiul de Stat în 1962 și distincția de Om de știință emerit în 1965.

## Filologul
Activitatea de filolog a lui Alexandru Rosetti se întinde pe aproape șapte decenii de muncă intensă, coroborată de pasiunea sa extraordinară pentru bibliofilie. Atât în epoca interbelică, cât și în perioada comunistă, Rosetti s-a ocupat de editarea unor opere complete ale scriitorilor și cronicarilor români ca Miron Costin, Ion Neculce, Grigore Ureche sau Ion Luca Caragiale (la această ediție lucrând alături de Silvian Iosifescu, Șerban Cioculescu și Liviu Călin). Rosetti a inițiat și publicat primele ediții critice ale operelor lui Hașdeu,  Alexandru Odobescu,  Ion Heliade Rădulescu, Nicolae Bălcescu.  De importanță națională și internațională rămân studiile și cercetările sale lingvistice, cu precădere trebuie precizat interesul pe care l-a arătat pentru istoria limbii române, cu susținerea unor teorii proprii de o mare originalitate, recunoscute pentru acribia și metodele cu care acesta operează. Prin studiile sale de limbă românească veche, de fonetică și dialectologie , prin utilizarea unor instrumente de cercetare noi, de exemplu fonetica experimentală, a adus contribuții primordiale în cercetarea științifică a limbii române. A promovat direcții noi ale cercetării : lingvistica matematică și structurală. 
A fost unul dintre cei mai profunzi cunoscători ai limbii române, pe care a studiat-o printr-o vastă documentare istorică. În prefața la „Istoria limbii române” a scris : „Limba română este reprezentanta latinei vorbite în mod neîntrerupt, din momentul stabilirii stăpânirii romane în părțile orientale ale Imperiului și până astăzi.”
A fost directorul editurii „Cultura Națională” a cărei redacție, în ultimul ei avatar, se instalase în pasajul Maca.

## Activitatea academică
Profesor de filologie la Facultatea de Litere din București (titularul cursului de istoria limbii române vreme de câteva decenii), academicianul Alexandru Rosetti a lăsat nenumărate lucrări de specialitate, publicate în țară și Occident (în special în Franța și Danemarca). Este cunoscut ca unul dintre cei mai longevivi membri ai Academiei Române, rămânând titularul acestui înalt for chiar și în perioada socialist-comunistă, când o parte importantă dintre academicienii care nu aderaseră la noua doctrină își pierduseră titlul academic la fel ca și titlul de profesor universitar (fiind astfel excluși complet din viața publică). Astfel, câțiva lingviști importanți ca Iorgu Iordan, Alexandru Graur, Jacques Byck, Ion Coteanu și apoi Alexandru Rosetti se dovediseră părtinitori (favorabili) noii structuri politice, rămânând în înaltele foruri științifice și culturale și activând de asemenea ca profesori universitari. Totodată Institutul de Lingvistică din București al Academiei Române îi poartă numele (alături de cel al lui Iorgu Iordan).

## Memorialistul
Rosetti rămâne printre puținii oameni de cultură din România care au cunoscut o parte semnificativă dintre intelectualii români și străini ai secolului în care a trăit. A întreținut o corespondență notabilă cu George Călinescu și Tudor Vianu, dar și cu profesori de renume din Occident. A scris mai multe memorii de călătorie: Note din Grecia (1938), Diverse (Note de drum, amintiri eseuri) (1961), Cartea albă (1968), Călătorii și portrete (1977), Note din Grecia, India, Israel. Diverse. Cartea albă.(Editura Minerva, 1970).

## Moartea
Alexandru Rosetti se stinge la 27 februarie 1990 la locuința sa din București, în urma unui incident electric. Moartea sa este descrisă și de Gheorghe Florescu, unul dintre cunoscuții săi, în cartea sa Confesiunile unui cafegiu.

## Distincții
- Ordinul „Meritul Cultural”, în gradul de Cavaler clasa I, pentru litere (1 februarie 1943)[11]
- Ordinul Muncii clasa a II-a (30 decembrie 1957) „cu ocazia celei de a zecea aniversări a proclamării Republicii Populare Romîne și pentru merite deosebite în îndeplinirea sarcinilor date de Partidul Muncitoresc Romîn, pentru merite deosebite pe tărîmul construcției de stat, economice, sociale, culturale și obștești”[12]
- Ordinul „23 August” clasa a V-a (12 august 1959) „pentru activitate rodnică în dezvoltarea științei și culturii din Republica Populară Romînă”[13]
- titlul de Om de Știință Emerit al Republicii Populare Romîne (18 august 1964) „pentru merite deosebite în activitatea științifică”[14]
- Ordinul „Meritul Științific” clasa a II-a (26 septembrie 1966) „pentru merite deosebite în activitatea științifică, cu prilejul Centenarului Academiei Republicii Socialiste România”[15]

## Lucrări
- Alexandru Rosetti, Istoria limbii române, București: Editura Științifică, 1964 -1966;
- Alexandru Rosetti, Istoria limbii române, de la origini până în secolul al XVII-lea, Editura pentru Literatură, București, 1968;
- Alexandru Rosetti et al., Istoria literaturii române, București: Editura Academiei Republicii Socialiste România, 1968 - 1973;

Ediții ale Istoriei limbii române
- Limba română în secolul al XVI-lea, Cartea Românească, București, 1932; ed. a 2-a, revăzută și adăugită: Istoria limbii române, VI: Din secolul al XIII-lea până în secolul al XVII-lea, Fundația pentru Literatură și Artă, București, 1946; ed. a 3-a:Limba română în secolele al XIII-lea-al XVI-lea, Editura Academiei R.P.R., București, 1956; ed. a 4-a, Editura Științifică, București, 1966
- Istoria limbii române, I: Limba latină, Fundația pentru Literatură și Artă, București, 1938; ed.a 2-a, revăzută și adăugită, București, 1940; ed. a 3-a, Editura Științifică, București, 1960; ed. a 4-a, Editura Științifică, București, 1964
- Istoria limbii române, II:Limbile balcanice, Fundația pentru Literatură și Artă, București, 1938; ed. a 2-a, revăzută și adăugită, București, 1943; ed.a 3-a, Editura Academiei R.P.R., București, 1961; ed.a 4-a, Editura Științifică, București, 1964
- Istoria limbii române, III: Limbile slave meridionale, Fundația pentru Literatură și Artă, București, 1940; Influența limbilor slave meridionale asupra limbii române, ed. a 2-a, Editura de Stat, București, 1950; Influența limbilor slave meridionale asupra limbii române (secolele VI-XII), ed. a 4-a, Editura Academiei R.P.R., București, 1962;ed.a 5-a, Editura Științifică, București, 1964
- Istoria limbii române, IV: Româna comună, Casa Școalelor și a Culturii Poporului, București, 1941; ed. a 2-a, revăzută și adăugită, Editura Științifică, București, 1966
- Istoria limbii române, V: Secolele XII-XV, Editura Științifică, București, 1966
- Istoria limbii române, VI
- Istoria limbii române literare (în colaborare cu Liviu Onu și Boris Cazacu) Istoria limbii române literare, I, De la origini până la începutul secolului al XVIII-lea, Editura Științifică, București, 1961; II, De la începutul secolului al XVIII-lea până la începutul secolului al XIX-lea